# Ivan Štironja
Ivan Štironja (Pješivac, 10. svibnja 1960.) prelat je Katoličke Crkve i trenutni biskup porečki i pulski. Prethodno je bio biskup kotorski od 2020. do 2023. godine.

## Životopis

### Mladost i obrazovanje
Štironja je rođen 10. svibnja 1960. u Pješivcu kod Stoca, u obitelji od desetero djece. Osnovnu školu polazio je na Pileti, u Crnićima (1967.–1975.), gimnaziju u Biskupskom sjemeništu u Dubrovniku (1975.–1979.), a bogoslovni studij pohađao je na Visokoj filozofsko-teološkoj školi u Sarajevu (1980.–1986.). Biskup Pavao Žanić zaredio ga je za svećenika Trebinjsko-mrkanske biskupije u mostarskoj katedrali 29. lipnja 1986.

### Svećeništvo
Kao župni vikar u Dračevu službovao je od 1986. do 1987. godine. Od 1988. do 1992. kao misionar službovao je u župi Kaning’ombe u biskupiji Iringi (Tanzanija). Na poziv biskupa Žanića vraća se iz misija i odlazi na službu u hrvatsku župu u Oakville, u Hamiltonskoj biskupiji (Kanada), od 1993. do 1996. godine. Biskup Ratko Perić šalje ga na dvogodišnji studij liturgije na Institutu pastoralne litrugije u Padovi (tal.  Istituto di liturgia pastorale). Nakon povratka, od 1998. do 2002., službovao je kao župnik mostarske Katedrale, a nakon toga od 2002. do 2011. obavljao je službu biskupskog vikara za pastoral. Dužnost ravnatelja Papinskih misijskih djela Bosne i Hercegovine obavljao je od 2011. do 2016. kada je preuzeo dužnost župnika i upravitelja Svetišta Presvetog Srca Isusova u Studencima. Sudjelovao je u radu raznih vijeća i povjerenstava Biskupske konferencije Bosne i Hercegovine.

### Biskupstvo
Papa Franjo imenovao ga je kotorskim biskupom, a imenovanje je objavljeno 22. prosinca 2020. godine. Biskupsko ređenje bilo je najavljeno za 7. travnja 2021. u Kotorskoj katedrali. Međutim, 18. ožujka 2021., tijekom zasjedanja Biskupske konferencije Bosne i Hercegovine, objavljeno je da će ređenje zbog ograničenja u vrijeme pandemije koronavirusa, biti u Mostaru umjesto u Kotoru kako je ranije predviđeno.
Papa Franjo imenovao ga je porečkim i pulskim biskupom 31. siječnja 2023. godine.

### Novinski članci
- Biskupsko ređenje mons. Ivana Štironje 7. travnja. Informativna katolička agencija. Pristupljeno 18. ožujka 2021.
- Novoimenovani kotorski biskup don Ivan Štironja: "Stavljam se u Božje ruke. Evo me, Gospodine". Hrvatska katolička mreža. Pristupljeno 13. veljače 2023.
- Priopćenje Apostolske nuncijature o imenovanju mons. Štironje porečkim i pulskim biskupom. Informativna katolička agencija. Pristupljeno 31. siječnja 2023.
- Započelo 80. redovito zasjedanje Biskupske konferencije Bosne i Hercegovine u Mostaru. KTA BK BiH. Pristupljeno 18. ožujka 2021.

### Mrežna sjedišta
- Rinunce e nomine, 22.12.2020. vatican.va (talijanski). Tiskovni ured Svete Stolice. Pristupljeno 13. veljače 2023.

## Vanjske poveznice
Ostali projekti
|  | Zajednički poslužitelj ima još gradiva o temi Ivan Štironja |

| Titule u Katoličkoj Crkvi | Titule u Katoličkoj Crkvi         | Titule u Katoličkoj Crkvi |
| ------------------------- | --------------------------------- | ------------------------- |
| prethodnik Ilija Janjić   | kotorski biskup 2020.–2023.       | nasljednik                |
| prethodnik Dražen Kutleša | porečki i pulski biskup 2023.–... | nasljednik                |